# 佐久北インターチェンジ
佐久北インターチェンジ（さくきたインターチェンジ）は、長野県佐久市及び小諸市の市境付近にある中部横断自動車道のインターチェンジ（地域活性化インターチェンジ）である。
新直轄区間のため料金所は設置されていない。佐久南IC - 小諸御影TB間は新直轄区間であり通行料金が無料であるが、当IC - 小諸御影TB間には出口が無いため、佐久小諸JCT方面については実質的に当ICが無料区間の最終出口となる。
建設中の仮称は、国道141号インターチェンジ（こくどう141ごうインターチェンジ）だった。

## 歴史
- 2009年（平成21年）9月8日  : ICの名称を「佐久北IC」として要望することを佐久市・小諸市が合意（経緯は佐久小諸JCTを参照）。
- 2010年（平成22年）
  - 6月9日  : IC名が正式決定（建設中の仮称は、国道141号IC）。また、開通予定日は2010年度末と正式決定。
  - 11月14日 : 完成目前記念イベントとして、佐久北IC - 佐久小諸JCT間を歩くイベント「ハイウェイウォークこもろ」を開催。
- 2011年（平成23年）
  - 3月21日 : 開通記念プレイベントとして、佐久北IC - 佐久南IC間でのイベント「高速道路でウォーキング&ハイウェイマラソン」が企画されていたが、同年3月11日に発生した東北地方太平洋沖地震及び同年3月12日に発生した長野県北部地震の影響を配慮して中止された。
  - 3月26日 : 佐久南IC - 佐久小諸JCT間開通に伴い、供用開始。

## 接続する道路
- 国道141号

## 周辺

### 医療機関・福祉施設
- 佐久長土呂クリニック
- 東小諸クリニック

### 公共施設・交通機関
- 南大井郵便局
- 上信越自動車道佐久IC

### 企業
- 双信電機 本店・浅間工場

### ショッピング
- ツルヤ みかげ店
- ウエルシア 小諸みかげ店
- セブン-イレブン 小諸御影店

## 隣
E52 中部横断自動車道
佐久中佐都IC - 佐久北IC - 小諸御影TB - 佐久小諸JCT